# Soba (Angola)
Ein Soba (Kimbundu sôba, vielleicht von Portugiesisch Präp. sobre, "über") ist ursprünglich eine Person der traditionellen politischen Hierarchie. In Angola haben sich die traditionellen Hierarchien besonders in ländlichen Gebieten gehalten. Sie haben sich vor allem aus der gesellschaftlichen Organisation der Bantu entwickelt und entsprechen dem Prinzip des „Ältesten“. Sie sind originär nach Ethnien organisiert. In Angola wurden sie sowohl in der Portugiesischen Kolonialzeit wie seit der Unabhängigkeit 1975 vom Staat instrumentalisiert und auf Verwaltungsfunktionen sowie z. T. Hilfsaufgaben bei der Rechtsprechung reduziert.
Sobas tragen zu offiziellen Anlässen eine einheitliche hellbraune Uniform oder zumindest die hellbraune Schirmmütze, als Zeichen der Anerkennung der traditionellen Autoritäten durch den Staat.

## Aufgaben
Weder in der offiziellen Rechtsordnung noch in der offiziellen Verwaltungsgliederung der Republik Angola spielt der Soba eine Rolle. Jedoch ist seine Position stark verankert in der Bevölkerung. So fungiert er als Schlichter und ist damit eine wesentliche Säule im Rechtssystem des Landes, noch vor der ersten Stufe der eigentlichen, staatlichen Gerichtsbarkeit. Zudem ist er ein entscheidender Ansprechpartner für Behörden und Politik für die Umsetzung staatlicher Entscheidungen durch die Bevölkerung, und für das Vorbringen von Forderungen aus der Bevölkerung gegenüber staatlichen Stellen. So wurden zuletzt die traditionellen Autoritäten einbezogen in die Vorbereitungen zur Volkszählung 2014. Ebenso erhalten die Sobas unregelmäßig und ohne rechtlichen Anspruch öffentliche Mittel zur Durchführung von lokalen Projekten. Die Bevölkerung sucht bei Bedarf in allen Fragen des täglichen Lebens bei dem Soba um Rat nach. Dies kann auch medizinischer oder wirtschaftlicher Rat sein.

## Hierarchie
Neben der offiziellen Verwaltungsgliederung Angolas existieren in Angola weiterhin traditionelle Verwaltungsstrukturen. Beispielsweise ist die Provinz Cuanza Norte in 96 traditionelle Autoritäten aufgeteilt, die von den Sobas repräsentiert werden.
Der Soba grande ist in der traditionellen Verwaltungshierarchie eine regionale Autorität, dem die Sobas als lokale Autorität unterstehen. Unterhalb des Sobas stehen die Séculos oder auch Mirinhos, die gegebenenfalls die traditionelle Autorität in einzelnen Dörfern stellen.
Oberhalb des Soba grande steht zudem der Regedor und darüber der traditionelle „König“ (Rei). Im Alltag sind es jedoch besonders die Sobas, die die größte Autorität bei der Bevölkerung und die größte Aufmerksamkeit der staatlichen Stellen genießen.
Traditionell wurde Soba, wessen Vater, wahlweise auch Onkel oder andere enger Verwandte Soba war. Heute ist die früher seltene Wahl (oder eine ähnliche Ernennung) durch die lokale Bevölkerung deutlich häufiger, als in früheren Zeiten. Sobas können Männer oder (seltener) Frauen sein.